# Mellita
Mellita è un centro abitato della Libia, nella regione della Tripolitania.